# جيمي برايس
جيمي برايس (بالإنجليزية: Jamie Price)‏ (27 أكتوبر 1981 في المملكة المتحدة - ) هو لاعب كرة قدم بريطاني في مركز الدفاع. لعب مع ليدز يونايتد ونادي بيرتن ألبيون ونادي دونكاستر روفرز ونادي هاروجيت تاون ونادي يورك سيتي ونادي هاليفاكس تاون وFarsley Celtic F.C. ‏ ونادي برادفورد بارك أفنيو.

## وصلات خارجية
- جيمي برايس على موقع قاعدة بيانات كرة القدم.إي يو (الإنجليزية)
- جيمي برايس على موقع Soccerbase.com (لاعب) (الإنجليزية)